# Mariangela Melato
Mariangela Melato (n. 19 septembrie 1941, Milano, Regatul Italiei – d. 11 ianuarie 2013, Roma, Italia) a fost o actriță de teatru și film, italiană. A fost de câte cinci ori premiată cu Premiile David di Donatello și Nastro d'Argento.
Printre cele mai cunoscute filme ale sale se numără Clasa muncitoare merge în paradis, Poliția mulțumește, Film de dragoste și de anarhie.

## Biografie
Considerată printre cele mai bune actrițe italiene, Mariangela Melato a început să studieze actoria sub îndrumarea lui Esperia Sperani. După o bogată experiență teatrală în care determinată este colaborarea cu regizorii Fantasio Piccoli, Dario Fo, Luchino Visconti și Luca Ronconi și-a făcut debutul în film cu filmul Thomas și posedații al regizorului Pupi Avati. 
Vioaie, agresivă chiar, dotată cu o puternică personalitate și cu bogate resurse de expresie, interpretează cu credibilitate și temperament atât comedii ușoare și farse, cât și drame. A fost actrița preferată a regizoarei italiene Lina Wertmüller, care a distribuit-o cu Giancarlo Giannini în filmele Mimi metalurgistul rănit în onoare, Film de dragoste și de anarhie, Loviți de un destin neobișnuit pe o mare albastră de august.
Și-a alternat întotdeauna munca între cinematografie și teatru, dedicându-se mai mult acestei din urmă în a doua parte a carierei sale, permițându-și participarea în cinematografie și lucrând ocazional pentru unele ficțiuni televizate.
Bolnavă de tumoare pancreatică, a decedat la 11 ianuarie 2013, la vârsta de 71 de ani.

## Filmografie
- 1969 Thomas și posedații (Thomas e gli indemoniati), regia Pupi Avati
- 1970 Contestare generală (Contestazione generale), episodul Bomba la televiziune, regia Luigi Zampa
- 1970 Invazia (L'Invasion), regia Yves Allégret
- 1970 Il prete sposato, regia Marco Vicario
- 1970 Rapporto a tre, regia Paul Swimmer
- 1970 Incontro, regia Piero Schivazappa
- 1971 Io non scappo... fuggo, regia Franco Prosperi
- 1971 E suficient să o privești (Basta guardarla), regia Luciano Salce
- 1971 Miracolul (Per grazia ricevuta), regia Nino Manfredi
- 1971 Clasa muncitoare merge în paradis (La classe operaia va in paradiso), regia Elio Petri
- 1971 Mimi metalurgistul rănit în onoare (Mimì metallurgico ferito nell'onore), regia Lina Wertmüller
- 1972 Îi vom spune Andrea (Lo chiameremo Andrea), regia Vittorio De Sica
- 1972 În umbra violenței (La violenza: quinto potere), regia Florestano Vancini
- 1972 Poliția mulțumește (La polizia ringrazia), regia Steno
- 1972 Il generale dorme in piedi, regia Francesco Massaro
- 1973 Film de dragoste și de anarhie (Film d'amore e d'anarchia - Ovvero "Stamattina alle 10 in via dei Fiori nella nota casa di tolleranza..."), regia Lina Wertmüller
- 1973 Sterminate "Gruppo Zero", regia Claude Chabrol
- 1974 Ultimatum alla polizia, regia Marc Simenon
- 1974 Polițista (La poliziotta), regia Steno
- 1974 Loviți de un destin neobișnuit pe o mare albastră de august (Travolti da un insolito destino nell'azzurro mare d'agosto), regia Lina Wertmüller
- 1975 Di che segno sei?, regia Sergio Corbucci
- 1975 L'albero di Guernica, regia Fernando Arrabal
- 1975 Faccia di spia, regia Giuseppe Ferrara
- 1975 Attenti al buffone, regia Alberto Bevilacqua
- 1976 Cu orice preț (Todo modo), regia Elio Petri
- 1976 Dragă Michele (Caro Michele), regia Mario Monicelli
- 1977 La presidentessa, regia Luciano Salce
- 1977 Casotto, regia Sergio Citti
- 1977 Pisica (Il gatto), regia Luigi Comencini
- 1978 Saxofone, regia Renato Pozzetto
- 1979 I giorni cantati, regia Paolo Pietrangeli
- 1979 Să uiți Veneția (Dimenticare Venezia), regia Franco Brusati
- 1980 Flash Gordon, regia Mike Hodges
- 1980 O italiancă (Oggetti smarriti), regia Giuseppe Bertolucci
- 1980 Il pap'occhio, regia Renzo Arbore
- 1981 Jeans dagli occhi rosa, regia Andrew Bergman
- 1981 Ajută-mă să visez (Aiutami a sognare), regia Pupi Avati
- 1982 Frumosul meu, frumoasa mea (Bello mio, bellezza mia), regia Sergio Corbucci
- 1982 Il buon soldato, regia Franco Brusati
- 1983 Mâine se dansează! (Domani si balla), regia Maurizio Nichetti
- 1983 Il petomane, regia Pasquale Festa Campanile
- 1985 Secrete, secrete (Segreti segreti), regia Giuseppe Bertolucci
- 1986 Noapte de varăcu profil grecesc, ochi migdalați și miros de busuioc (Notte d'estate con profilo greco, occhi a mandorla e odore di basilico), regia Lina Wertmüller
- 1986 Figlio mio, infinitamente caro..., regia Valentino Orsini
- 1987 Giselle, regia Herbert Ross
- 1988 Mortacci, regia Sergio Citti
- 1992 Sfârșitul se cunoaște (La fine è nota), regia Cristina Comencini
- 1999 Rufe murdare (Panni sporchi), regia Mario Monicelli
- 1999 Un om de bine (Un uomo per bene), regia Maurizio Zaccaro
- 2001 L'amore probabilmente, regia Giuseppe Bertolucci
- 2004 L'amore ritorna, regia Sergio Rubini
- 2005 Vieni via con me, regia Carlo Ventura

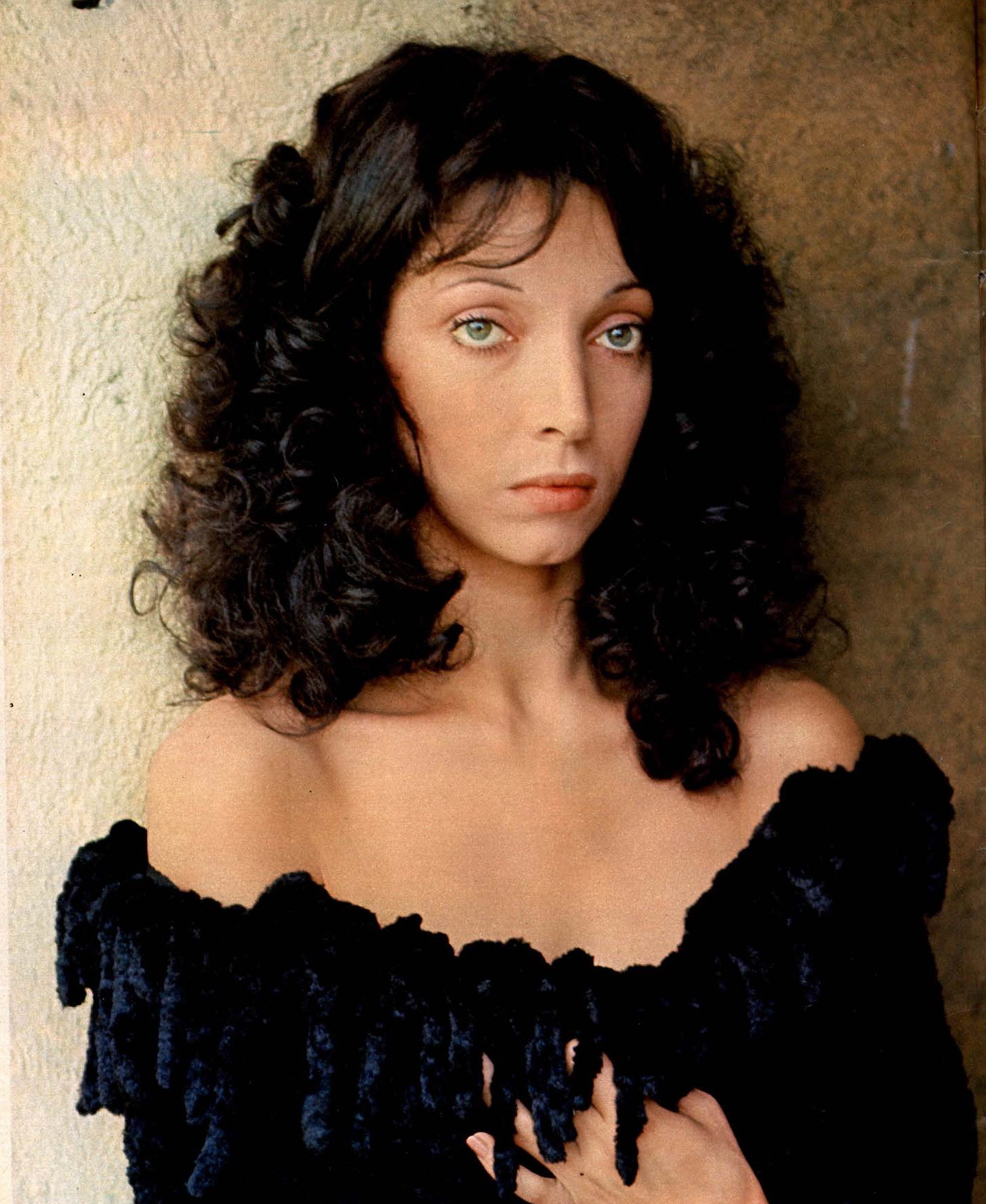
Mariangela Melato în 1974
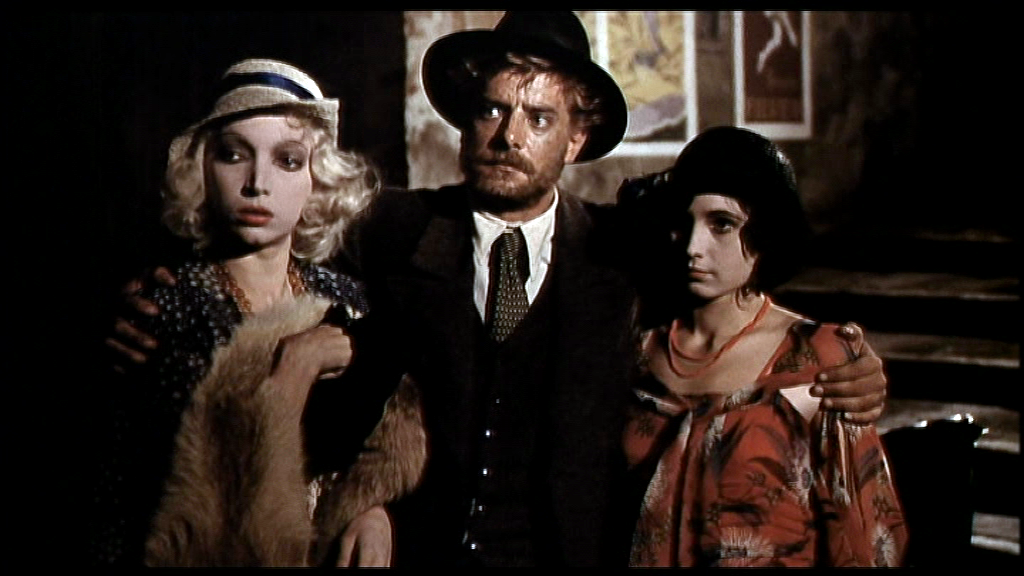
Cu Giancarlo Giannini și Lina Polito în Film de dragoste și de anarhie
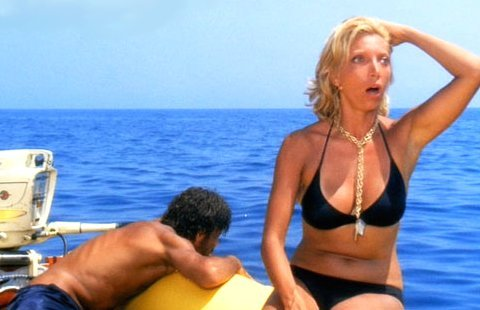
Mariangela Melato, împreună cu Giancarlo Giannini în filmul Loviți de un destin neobișnuit pe o mare albastră de august
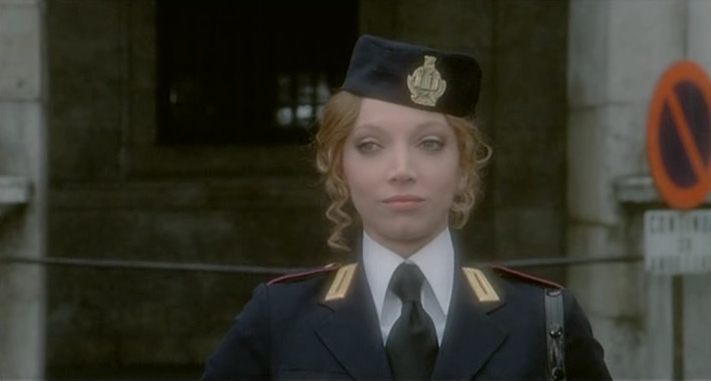
Mariangela Melato în filmul Polițista de Steno
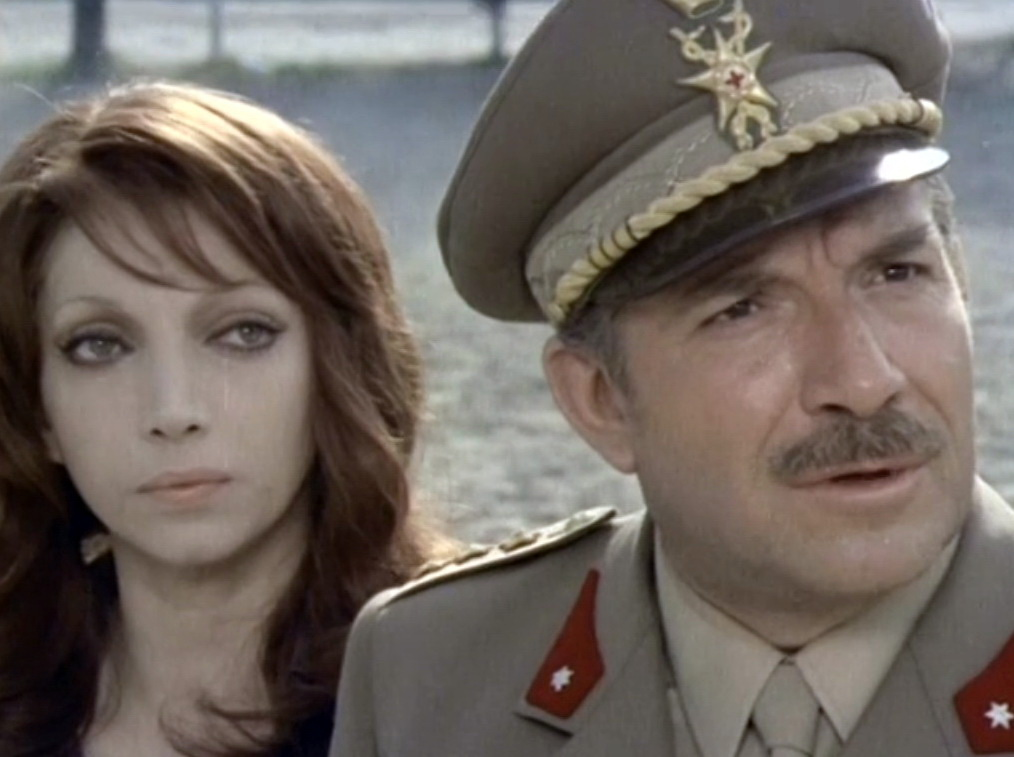
Mariangela Melato și Ugo Tognazzi în filmul Il generale dorme in piedi (1972)